# Les Tintiaux
Les Tintiaux est un îlot de France en Ille-et-Vilaine.